# Четрнаеста београдска гимназија
Четрнаеста београдска гимназија је средња школа општеобразовног типа, у четворогодишњем трајању. Налази се у центру Београда, у Хаџи Продановој 5, на општини Врачар.

## Историјат
До 1935. године у згради је био смештен интернат ученика грађевинских школа. Образовно-васпитна делатност почиње од школске 1935/1936. године под називом Седма гимназија. Од школске 1940/1941. школа добија назив Седма женска гимназија. На Васкрс 1944. у једном од савезничких бомбардовања, зграда је прилично оштећена. Зграда Гимназије је била власништво породице Поповић, тачније мајке Милентија Поповића. Породица Поповић се одриче власништва у корист Народног одбора за просвету града Београда. Године 1947. почиње настава коју похађа део ученика Треће мушке и Седме женске гимназије. Од школске 1953/1954. добија свој садашњи назив Четрнаеста београдска гимназија. На дан 20. октобра 1974. добија нови назив Четрнаеста београдска гимназија Београдски скојевци. Од 1976. почињу реформе у средњошколском образовању и школске 1976/1977. први разред уписује прва генерација такозваног усмереног образовања. Законом о средњем образовању и васпитању СР Србије од 1980. настаје Образовно васпитна организација усмереног образовања и васпитања Београдски скојевци. Променом закона 1987. школа добија нови назив, Школа природно математичке струке. На крају 1990. најновијим законом о средњем образовању и васпитању враћају се гимназије и школа добија нови статут и званично свој стари назив Четрнаеста београдска гимназија.

## Запослени и ученици
У гимназији су предавали:
- књижевници Јован Радуловић и Тиослав Росић,
- професор физике др Милан Распоповић,
- професор математике др Стојан Раденовић,
- професор социологије др Вишеслав Крсмановић и др Стјепан Гредељ,
- физичко васпитање је предавао кошаркаш Ладислав Демшар.

Гимназију су похађали као ученици многе познате личности.
- Владимир Костић, српски лекар-неуролог, професор Медицинског факултета Универзитета у Београду, академик и председник САНУ од 2015. године;
- Из света културе и уметности: Слободан Новаковић, драматург, Драгомир Зупанц , редитељ;
- глумци: Весна Предојевић, Јелисавета Сека Саблић, Милош Жутић, Светлана Бојковић, Катарина Жутић, Србољуб Срба Милин, Дара Џокић, Горан Султановић, Светозар Цветковић, Соња Савић, Бранко Видаковић, Предраг Ејдус, Зорица Шумадинац и Милош Биковић (ученик првог разреда био је и Драган Николић);
- Из света музике: Драгана Шарић (Беби Дол), чланови групе Златни дечаци (Влада Џет) и Милан Бојанић (Тап 011).
- Из новинске делатности: Александар Прља, Мира Адања Полак и Татјана Тања Јордовић, Петар Цвијић, Оља Бећковић.
- Од ТВ водитеља Никола Пандиловић.
- Из света публицистичко-политичке делатности: Алекса Ђилас и Момчило Баљак.
- Из света спорта: кошаркашки тренери Душан Ивковић и Владислав Лучић, кошаркаш Растко Цветковић, фудбалери Ненад Стојковић, Ненад Бјековић јуниор и Душан Петковић[потребна одредница], Славко Дрљача.
- Из света шаха: Љубомир Љубојевић и Стефан Ђурић.